# Prosthechea ionophlebia
Prosthechea ionophlebia är en orkidéart som först beskrevs av Heinrich Gustav Reichenbach, och fick sitt nu gällande namn av Wesley Ervin Higgins. Prosthechea ionophlebia ingår i släktet Prosthechea och familjen orkidéer. Inga underarter finns listade i Catalogue of Life.